# O Baixo Miño
O Baixo Miño è una comarca della Spagna, situata nella comunità autonoma di Galizia ed in particolare nella provincia di Pontevedra.